# Impardonnables
Pour plus de détails, voir Fiche technique et Distribution.
Impardonnables est un film français réalisé par André Téchiné; sorti en 2011. 
Adapté du roman éponyme de Philippe Djian, ce film dramatique a été présenté le 16 mai 2011 à la Quinzaine des réalisateurs du Festival de Cannes 2011 et est sorti sur les écrans le 17 août 2011.

## Synopsis
Francis, écrivain à succès de polars, décide de louer un appartement à Venise pour écrire son prochain roman. À cette occasion, il fait la rencontre de Judith, propriétaire d'une agence immobilière vénitienne, qui lui propose en location une grande maison sur l'île de Sant'Erasmo, le verger et le potager de la lagune de Venise. Francis accepte l'offre à condition que Judith habite la maison avec lui, malgré cette invite surprenante et incongrue, elle accepte.
Dix-huit mois plus tard, Francis et Judith se sont mariés et vivent heureux à Sant'Erasmo, bien que l'écrivain ne réussisse toujours pas à écrire un nouveau livre et déambule dans les rues et canaux de Venise à la recherche de l'inspiration. À l'occasion d'une visite, sa fille, Alice, jeune actrice un peu perdue, part soudainement de la maison sans donner d'explications en laissant sa propre fille d'une dizaine d'années à la charge de son père. Francis, inquiet, fait appel à une amie de Judith qui fut détective privée, Anna Maria, pour tenter de retrouver la trace de sa fille, coutumière des « fugues ». Alice file une intense passion avec Alvise, un aristocrate désargenté et petit trafiquant en tous genres.
Les mois se succèdent et Francis est toujours bloqué dans l'écriture ; sa relation avec Judith se détériore alors qu'elle est très prise par son travail pendant la haute saison des locations. Il en vient à éprouver de la jalousie et s'interroge sur la fidélité de sa femme qui fut par le passé une grande séductrice, tous sexes confondus. Francis décide de la faire suivre par le fils d'Anna Maria afin d'en avoir le cœur net. Cette grave erreur conduira Judith à le tromper effectivement lorsqu'elle s'aperçoit de la filature. Leur relation se distend de plus en plus et, au fil des mois, Judith décide de quitter Sant'Erasmo pour habiter à Venise même. Francis accepte la situation, avec un certain sentiment de délivrance, et réussit enfin à écrire son roman.

## Fiche technique
- Réalisation : André Téchiné
- Scénario : André Téchiné et Mehdi Ben Attia d'après le roman éponyme de Philippe Djian.
- Photographie : Julien Hirsch
- Montage : Hervé de Luze
- Musique : Max Richter
- Décors : Michèle Abbé-Vannier
- Costumes : Khadija Zeggaï
- Son : Lucien Balibar
- Producteur : Saïd Ben Saïd
- Sociétés de production : SBS Films, France 3 Cinéma, TF1 Droits audiovisuels, Soudaine Compagnie, Cofinova 7
- Société de distribution : UGC
- Langues : français, italien
- Format : couleur - 35 mm - 1,85:1 - Son : Dolby Digital
- Genre : Film dramatique
- Durée : 111 minutes
- Dates de sortie :
  - France : 16 mai 2011 (Festival de Cannes)
  - France : 17 août 2011 (sortie nationale)

## Distribution
- André Dussollier : Francis
- Carole Bouquet : Judith
- Adriana Asti : Anna Maria
- Mauro Conte : Jérémie, le fils d'Anna Maria
- Mélanie Thierry : Alice, la fille de Francis
- Zoé Duthion : Vicky, la fille d'Alice
- Sandra Toffolatti : la comtesse
- Andrea Pergolesi : Alvise, le fils de la comtesse
- Alexis Loret : Roger, le père de Vicky

## À noter
- Le film est l'adaptation du roman Impardonnables de Philippe Djian qui reçut le prix Jean-Freustié en 2009. Il devait préalablement s'appeler le Terminus des anges.
- Le film est présenté en compétition le 16 mai 2011 lors de la Quinzaine des réalisateurs au Festival de Cannes 2011.

## Réception critique
Pour Le Point il s'agit d'un « film d'action introspectif qui échappe aux genres » mêlant humour et « intrigue complexe » avec Venise en toile de fond. Libération souligne l'attachement du réalisateur au langage des corps – leurs « attractions et répulsions » – en l'absence de « paraphrase psychologique » mettant en avant son travail « sur le ténu » sans proposer de résolution à l'intrigue portée par le scénario. Le critique du Monde est plus sévère considérant que « trop de romanesque » dessert le film.